# Llista d'asteroides/134601–134700
| Nom      | Designació provisional | Data de descobriment | Lloc de descobriment | Descobridor/s          |
| -------- | ---------------------- | -------------------- | -------------------- | ---------------------- |
| 134601 - | 1999 TM151             | 7 d'octubre, 1999    | Socorro              | LINEAR                 |
| 134602 - | 1999 TX151             | 7 d'octubre, 1999    | Socorro              | LINEAR                 |
| 134603 - | 1999 TJ171             | 10 d'octubre, 1999   | Socorro              | LINEAR                 |
| 134604 - | 1999 TN174             | 10 d'octubre, 1999   | Socorro              | LINEAR                 |
| 134605 - | 1999 TF177             | 10 d'octubre, 1999   | Socorro              | LINEAR                 |
| 134606 - | 1999 TH191             | 12 d'octubre, 1999   | Socorro              | LINEAR                 |
| 134607 - | 1999 TK197             | 12 d'octubre, 1999   | Socorro              | LINEAR                 |
| 134608 - | 1999 TS200             | 13 d'octubre, 1999   | Socorro              | LINEAR                 |
| 134609 - | 1999 TO213             | 15 d'octubre, 1999   | Socorro              | LINEAR                 |
| 134610 - | 1999 TE215             | 15 d'octubre, 1999   | Socorro              | LINEAR                 |
| 134611 - | 1999 TN217             | 15 d'octubre, 1999   | Socorro              | LINEAR                 |
| 134612 - | 1999 TO218             | 15 d'octubre, 1999   | Socorro              | LINEAR                 |
| 134613 - | 1999 TT220             | 1 d'octubre, 1999    | Catalina             | CSS                    |
| 134614 - | 1999 TB232             | 5 d'octubre, 1999    | Catalina             | CSS                    |
| 134615 - | 1999 TC232             | 5 d'octubre, 1999    | Catalina             | CSS                    |
| 134616 - | 1999 TP235             | 3 d'octubre, 1999    | Catalina             | CSS                    |
| 134617 - | 1999 TZ242             | 4 d'octubre, 1999    | Anderson Mesa        | LONEOS                 |
| 134618 - | 1999 TJ259             | 9 d'octubre, 1999    | Socorro              | LINEAR                 |
| 134619 - | 1999 TA260             | 9 d'octubre, 1999    | Socorro              | LINEAR                 |
| 134620 - | 1999 TC265             | 3 d'octubre, 1999    | Socorro              | LINEAR                 |
| 134621 - | 1999 TC271             | 3 d'octubre, 1999    | Socorro              | LINEAR                 |
| 134622 - | 1999 TT271             | 3 d'octubre, 1999    | Socorro              | LINEAR                 |
| 134623 - | 1999 TM272             | 3 d'octubre, 1999    | Socorro              | LINEAR                 |
| 134624 - | 1999 TZ272             | 3 d'octubre, 1999    | Socorro              | LINEAR                 |
| 134625 - | 1999 TM273             | 5 d'octubre, 1999    | Socorro              | LINEAR                 |
| 134626 - | 1999 TM274             | 6 d'octubre, 1999    | Socorro              | LINEAR                 |
| 134627 - | 1999 TA281             | 8 d'octubre, 1999    | Socorro              | LINEAR                 |
| 134628 - | 1999 TR283             | 9 d'octubre, 1999    | Socorro              | LINEAR                 |
| 134629 - | 1999 TK286             | 10 d'octubre, 1999   | Socorro              | LINEAR                 |
| 134630 - | 1999 TC315             | 9 d'octubre, 1999    | Catalina             | CSS                    |
| 134631 - | 1999 TX322             | 2 d'octubre, 1999    | Anderson Mesa        | LONEOS                 |
| 134632 - | 1999 UG7               | 30 d'octubre, 1999   | Socorro              | LINEAR                 |
| 134633 - | 1999 UG8               | 29 d'octubre, 1999   | Catalina             | CSS                    |
| 134634 - | 1999 UH12              | 31 d'octubre, 1999   | Kitt Peak            | Spacewatch             |
| 134635 - | 1999 UY15              | 29 d'octubre, 1999   | Catalina             | CSS                    |
| 134636 - | 1999 UB20              | 31 d'octubre, 1999   | Kitt Peak            | Spacewatch             |
| 134637 - | 1999 UD24              | 28 d'octubre, 1999   | Catalina             | CSS                    |
| 134638 - | 1999 UD37              | 16 d'octubre, 1999   | Kitt Peak            | Spacewatch             |
| 134639 - | 1999 UH38              | 17 d'octubre, 1999   | Anderson Mesa        | LONEOS                 |
| 134640 - | 1999 UV42              | 28 d'octubre, 1999   | Catalina             | CSS                    |
| 134641 - | 1999 UA43              | 28 d'octubre, 1999   | Catalina             | CSS                    |
| 134642 - | 1999 UV44              | 30 d'octubre, 1999   | Catalina             | CSS                    |
| 134643 - | 1999 UU47              | 30 d'octubre, 1999   | Catalina             | CSS                    |
| 134644 - | 1999 VV4               | 5 de novembre, 1999  | Višnjan Observatory  | K. Korlević            |
| 134645 - | 1999 VZ4               | 5 de novembre, 1999  | Višnjan Observatory  | K. Korlević            |
| 134646 - | 1999 VN7               | 7 de novembre, 1999  | Višnjan Observatory  | K. Korlević            |
| 134647 - | 1999 VM9               | 8 de novembre, 1999  | Višnjan Observatory  | K. Korlević            |
| 134648 - | 1999 VN22              | 13 de novembre, 1999 | Fountain Hills       | C. W. Juels            |
| 134649 - | 1999 VR28              | 3 de novembre, 1999  | Socorro              | LINEAR                 |
| 134650 - | 1999 VS29              | 3 de novembre, 1999  | Socorro              | LINEAR                 |
| 134651 - | 1999 VQ37              | 3 de novembre, 1999  | Socorro              | LINEAR                 |
| 134652 - | 1999 VT37              | 3 de novembre, 1999  | Socorro              | LINEAR                 |
| 134653 - | 1999 VJ38              | 10 de novembre, 1999 | Socorro              | LINEAR                 |
| 134654 - | 1999 VK40              | 13 de novembre, 1999 | Uenohara             | N. Kawasato            |
| 134655 - | 1999 VR51              | 3 de novembre, 1999  | Socorro              | LINEAR                 |
| 134656 - | 1999 VV68              | 4 de novembre, 1999  | Socorro              | LINEAR                 |
| 134657 - | 1999 VG79              | 4 de novembre, 1999  | Socorro              | LINEAR                 |
| 134658 - | 1999 VS85              | 4 de novembre, 1999  | Socorro              | LINEAR                 |
| 134659 - | 1999 VX88              | 4 de novembre, 1999  | Socorro              | LINEAR                 |
| 134660 - | 1999 VR112             | 9 de novembre, 1999  | Socorro              | LINEAR                 |
| 134661 - | 1999 VT112             | 9 de novembre, 1999  | Socorro              | LINEAR                 |
| 134662 - | 1999 VQ128             | 9 de novembre, 1999  | Kitt Peak            | Spacewatch             |
| 134663 - | 1999 VM135             | 13 de novembre, 1999 | Anderson Mesa        | LONEOS                 |
| 134664 - | 1999 VE144             | 11 de novembre, 1999 | Catalina             | CSS                    |
| 134665 - | 1999 VR148             | 14 de novembre, 1999 | Socorro              | LINEAR                 |
| 134666 - | 1999 VM156             | 12 de novembre, 1999 | Socorro              | LINEAR                 |
| 134667 - | 1999 VQ164             | 14 de novembre, 1999 | Socorro              | LINEAR                 |
| 134668 - | 1999 VX169             | 14 de novembre, 1999 | Socorro              | LINEAR                 |
| 134669 - | 1999 VC186             | 15 de novembre, 1999 | Socorro              | LINEAR                 |
| 134670 - | 1999 VF189             | 15 de novembre, 1999 | Socorro              | LINEAR                 |
| 134671 - | 1999 VF193             | 1 de novembre, 1999  | Catalina             | CSS                    |
| 134672 - | 1999 VE205             | 11 de novembre, 1999 | Catalina             | CSS                    |
| 134673 - | 1999 VM211             | 14 de novembre, 1999 | Uccle                | E. W. Elst             |
| 134674 - | 1999 VO225             | 5 de novembre, 1999  | Socorro              | LINEAR                 |
| 134675 - | 1999 WR6               | 28 de novembre, 1999 | Višnjan Observatory  | K. Korlević            |
| 134676 - | 1999 WN11              | 29 de novembre, 1999 | Nachi-Katsuura       | H. Shiozawa, T. Urata  |
| 134677 - | 1999 WD14              | 28 de novembre, 1999 | Kitt Peak            | Spacewatch             |
| 134678 - | 1999 WZ16              | 30 de novembre, 1999 | Kitt Peak            | Spacewatch             |
| 134679 - | 1999 XX4               | 4 de desembre, 1999  | Catalina             | CSS                    |
| 134680 - | 1999 XX24              | 6 de desembre, 1999  | Socorro              | LINEAR                 |
| 134681 - | 1999 XC25              | 6 de desembre, 1999  | Socorro              | LINEAR                 |
| 134682 - | 1999 XM27              | 6 de desembre, 1999  | Socorro              | LINEAR                 |
| 134683 - | 1999 XO28              | 6 de desembre, 1999  | Socorro              | LINEAR                 |
| 134684 - | 1999 XM32              | 6 de desembre, 1999  | Socorro              | LINEAR                 |
| 134685 - | 1999 XJ43              | 7 de desembre, 1999  | Socorro              | LINEAR                 |
| 134686 - | 1999 XP50              | 7 de desembre, 1999  | Socorro              | LINEAR                 |
| 134687 - | 1999 XL56              | 7 de desembre, 1999  | Socorro              | LINEAR                 |
| 134688 - | 1999 XS58              | 7 de desembre, 1999  | Socorro              | LINEAR                 |
| 134689 - | 1999 XO61              | 7 de desembre, 1999  | Socorro              | LINEAR                 |
| 134690 - | 1999 XP61              | 7 de desembre, 1999  | Socorro              | LINEAR                 |
| 134691 - | 1999 XR61              | 7 de desembre, 1999  | Socorro              | LINEAR                 |
| 134692 - | 1999 XV66              | 7 de desembre, 1999  | Socorro              | LINEAR                 |
| 134693 - | 1999 XP67              | 7 de desembre, 1999  | Socorro              | LINEAR                 |
| 134694 - | 1999 XX72              | 7 de desembre, 1999  | Socorro              | LINEAR                 |
| 134695 - | 1999 XR82              | 7 de desembre, 1999  | Socorro              | LINEAR                 |
| 134696 - | 1999 XZ96              | 7 de desembre, 1999  | Socorro              | LINEAR                 |
| 134697 - | 1999 XG105             | 8 de desembre, 1999  | Ondřejov             | P. Kušnirák, P. Pravec |
| 134698 - | 1999 XY115             | 5 de desembre, 1999  | Catalina             | CSS                    |
| 134699 - | 1999 XX118             | 5 de desembre, 1999  | Catalina             | CSS                    |
| 134700 - | 1999 XB120             | 5 de desembre, 1999  | Catalina             | CSS                    |